# そばかすプッチー
『そばかすプッチー』は、1969年3月31日から同年10月4日までフジテレビ系列局で放送されていたフジテレビ・エンタプライズ製作のテレビアニメである。全162話。放送時間は毎週月曜 - 土曜 18:55 - 19:00 （日本標準時）。
小柄だが正義感の強い少年プッチーと、欲張りで様々な悪事を企むワルジーの対決をコメディタッチに描いた作品。明治乳業（現・株式会社 明治）の一社提供番組で、作中には牛乳を燃料にして動く陸海空対応型メカ「カップ号」が登場する。

## 声の出演
- プッチー（主人公） - 千々松幸子
- ネタロー（怪獣） - 諏訪孝二
- ガン公（オウム） - 大竹宏
- ワルジー（悪漢） - 八奈見乗児
- ナレーション - 神山卓三

## スタッフ
- 企画 - フジテレビ・エンタプライズ
- 原作 - 青木たかし[要出典]
- 制作 - 児玉征太郎、砂川圭子
- 脚本 - 石黒昇、安藤豊弘
- 演出 - 池野文雄、青木喬、石黒昇[1]
- 作画 - 新世界映画社、若林忠生、久保田彰三、秦泉寺博[要出典]
- 音楽 - 笠井幹男

## 主題歌
「そばかすプッチー」
作詞 - 池野文雄 / 作曲 - 笠井幹男 / 歌 - フジ・ジュニア合唱団